# アフリカ豚熱
アフリカ豚熱（アフリカぶたねつ、英: African swine fever、ASF）は、アフリカ豚熱ウイルス（ASFウイルス）感染によるブタの熱性伝染病。臨床症状および病理所見は豚熱と類似する。家畜伝染病予防法における家畜伝染病であり、海外悪性伝染病防疫要領においては海外悪性伝染病の一つである。ブタ及びイノシシに特有の病気でありヒトには感染しない。日本においては、家畜伝染病予防法において「家畜伝染病」に指定され、患畜・疑似患畜の速やかな届出と屠殺が義務付けられている。
日本ではかつてアフリカ豚コレラ（アフリカとんコレラ）という病名で呼ばれていたが、2020年2月5日の家畜伝染病予防法改正により現名称に変更された（変更の経緯については「豚熱#名称」を参照）。

## 原因

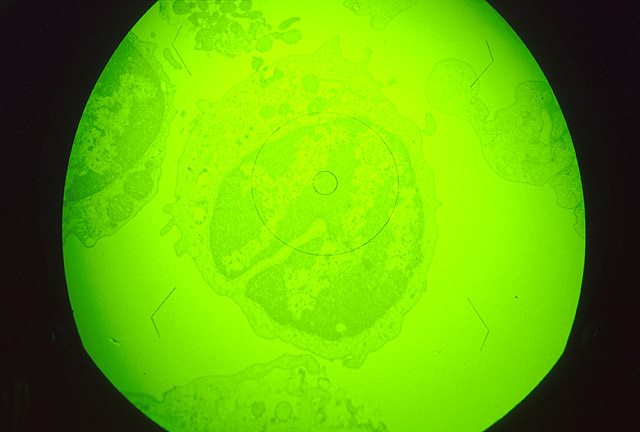

アフリカ豚熱は二本鎖 DNA をゲノムに持つアスファウイルス科アスフィウイルス属のアフリカ豚熱ウイルス（ASFウイルス）の感染を原因とする。宿主はブタとイノシシであるが、イボイノシシ、ヤブイノシシ、カワイノシシでは一般に不顕性感染を示す。このウイルスの感染細胞は赤血球を吸着し、細胞質内封入体が観察される。

## 疫学
1912年、ケニアでの発生が最初の報告である。アフリカ大陸のサハラ砂漠以南およびイタリアのサルデーニャ島で常在している。イボイノシシではダニの媒介なしに感染環は成立しないが、ブタでは経口、経鼻、ダニによる吸血による感染が起こる。また、ブタは感受性が高く、ブタからブタへの感染が成立する。
アフリカではダニの間でASFウイルスが保有され、ブタに感染する。イタリアではダニを媒介して豚から豚に感染する。
また、アフリカ豚熱ウイルスは死亡した豚の血液や、各種の臓器ならびに筋肉で3 - 6ヶ月間残存し、冷凍豚肉で110日間以上、スペイン産生ハムで 140日間以上、燻製や塩漬のハム等で300日間以上にわたり活性を保つとの報告があり、汚染された豚肉や豚肉加工品が他のブタ等への感染源となりうる。
日本では2019年現在、発生の報告はない。2018年10月1日に中国から新千歳空港に到着した旅客の携帯品の豚肉ソーセージ（1.5kg）について遺伝子検査（PCR）を実施したところ陽性の結果が出たため改めて水際対策を徹底している。日本は本病の清浄国であるが、アフリカでは常在的に、ロシア及び中国やその周辺諸国でも発生が確認されているため、今後とも、海外からの侵入に対する警戒を実施し、発生予防に努めることが重要である。
農林水産省は2019年1月25日、羽田、中部国際の両空港に12 - 16日に到着した中国からの旅客が持ち込んだ豚肉ソーセージ計4品から、ASFウイルスの遺伝子が検出されたと発表した。同省は訪日中国人観光客が増加する2月の春節に備え、水際対策を強化する。
2019年2月18日には冷凍食品において、中国にある三全食品の冷凍餃子にアフリカ豚熱ウイルス（発表時の名称は「アフリカ豚コレラウイルス」）（ASFウイルス）の遺伝子が検出されたと発表した。河南省に隣接していない2省でも検出が確認され、店舗に出荷されているために開封の自粛呼びかけや当局の捜査協力に乗り出している。また、中国国内の他社製品でも同様の検出がなされていることが懸念されている。
同年9月には、中国でアフリカ豚熱が猛威を振るい飼養頭数が4割近く減少していた。このため中国国内豚肉価格は急騰し、中国への食肉輸入量が大きく増加して世界の肉の供給を圧迫し、世界経済に波紋を広げていた。中国政府が豚肉の代わりに鶏肉や他の肉を食べることを奨励したことも影響して、同年5〜7月の豚肉・鶏肉・牛肉・羊肉の中国への輸入量は70％増加した。これが世界中の食肉価格を押し上げ、国連食糧農業機関（FAO）の世界食肉価格指数は年初から10％も上昇した。

### 伝播
日本国外では、59か国・地域で確認され、サハラ砂漠以南のアフリカ、東ヨーロッパ、ロシアのほかアジアでも拡大している。
2000年代初頭までは、アフリカ大陸やイタリアのサルジニア島に封じ込められていたアフリカ豚熱であるが、2007年11月からロシアのコーカサス地方で突然発生。これは国際航路の船舶内から生じた食品の残渣が豚の給餌に使われたか、食品廃棄物をイノシシが捕食したかの原因で発生したものと考えられている。その後、発生地域はロシア国内から外へ広がり始め2012年にはウクライナ、2013年にはベラルーシ、2014年にはエストニア、ラトビア、リトアニア、ポーランドと初発国が拡大した。2018年8月には中国でも初めてアフリカ豚熱の発生が確認。2019年現在、北朝鮮にも拡大しており、韓国では感染した野生のイノシシが非武装地帯を越えて侵入しないよう注視していたが、9月17日、軍事境界線に近い京畿道坡州市の養豚場で初めて感染が確認された。韓国当局は、発生した養豚場の豚を処分するとともに、京畿道からの豚の搬出を一時禁止するなど緊急措置を実施したが封じ込めに失敗。感染例は、次第に増加した。同年11月現在、約38万の豚が殺処分されたが、処分方法はずさんで臨津江に豚の血が流れ込み、感染をさらに拡散させかねない状況となっており、当局の対応が後手後手になっている。

## 症状
病型により甚急性、急性、亜急性、慢性に区別される。甚急性型、急性型では発熱、食欲不振、粘血便を示し、脾臓、リンパ節の腫大、出血性病変がみられる。甚急性型、急性型では致死率は100%に近く、発症後1週間程度で斃死する。慢性型では皮膚病変、関節炎などがみられる。

## 診断
骨髄細胞などを用いてのウイルス分離、PCRによるウイルス遺伝子の検出、ELISA、ウェスタンブロッティングなどによる抗体検出を行う。臨床症状、病理所見は豚熱と類似するため類症鑑別の必要がある。

## 治療
治療法はない。

## 予防
ワクチンは実用化されておらず、対策としては摘発淘汰が最も一般的である。